# Subdivisions de l'Éthiopie
L'Éthiopie est divisée en plusieurs entités administratives.

## Régions ou État régionaux (kilil)
Le pays est divisé en douze régions administratives, ou États régionaux, auxquelles il faut ajouter deux villes-régions (marquées ici d'un astérisque) :
1. Addis-Abeba*
2. Afar
3. Amhara
4. Benishangul-Gumuz
5. Dire Dawa*
6. Éthiopie du Centre
7. Éthiopie du Sud
8. Éthiopie du Sud-Ouest
9. Gambela
10. Harar
11. Oromia
12. Sidama
13. Somali
14. Tigré

L'ancienne région des nations, nationalités et peuples du Sud, dissoute en 2023, est aussi très largement mentionnée.
Avant l'instauration de la constitution éthiopienne de 1994, le pays était divisé en provinces dont les noms sont, pour certains, encore utilisés pour désigner des régions actuelles.

## Zones administratives
Chaque région est subdivisée en zones administratives. Le pays compte ainsi environ soixante-dix zones.

## Woreda et qebelé
Le pays est en outre subdivisé en plus d'un millier de woredas et woredas spéciaux, équivalents d'un canton ou d'un district.
Les woredas sont eux-mêmes divisés en qebelés qui représentent un quartier.

## Démographie[Quand?]

### Population totale
| Rang | Région                                             | Hommes     | Femmes     | Total      |
| ---- | -------------------------------------------------- | ---------- | ---------- | ---------- |
| 1    | Oromia                                             | 13 250 000 | 13 303 000 | 26 553 000 |
| 2    | Amhara                                             | 9 555 000  | 9 565 000  | 19 120 000 |
| 3    | Région des nations, nationalités et peuples du Sud | 7 409 000  | 7 493 000  | 14 902 000 |
| 4    | Tigré                                              | 2 136 000  | 2 199 000  | 4 335 000  |
| 5    | Somali                                             | 2 325 000  | 2 004 000  | 4 329 000  |
| 6    | Addis-Abeba*                                       | 1 428 000  | 1 545 000  | 2 973 000  |
| 7    | Afar                                               | 772 000    | 617 000    | 1 389 000  |
| 8    | Benishangul-Gumuz                                  | 315 000    | 310 000    | 625 000    |
| 9    | Dire Dawa*                                         | 199 000    | 199 000    | 398 000    |
| 10   | Gambela                                            | 126 000    | 121 000    | 247 000    |
| 11   | Harar                                              | 100 000    | 96 000     | 196 000    |

### Population urbaine
| Rang | Région                                             | Hommes    | Femmes    | Total     |
| ---- | -------------------------------------------------- | --------- | --------- | --------- |
| 1    | Oromia                                             | 1 758 000 | 1 765 000 | 3 523 000 |
| 2    | Addis-Abeba                                        | 1 428 000 | 1 545 000 | 2 973 000 |
| 3    | Amhara                                             | 1 097 000 | 1 098 000 | 2 195 000 |
| 4    | Région des nations, nationalités et peuples du Sud | 635 000   | 642 000   | 1 277 000 |
| 5    | Tigré                                              | 402 000   | 414 000   | 816 000   |
| 6    | Somali                                             | 395 000   | 340 000   | 735 000   |
| 7    | Dire Dawa                                          | 148 000   | 148 000   | 296 000   |
| 8    | Afar                                               | 70 000    | 56 000    | 126 000   |
| 9    | Harar                                              | 62 000    | 60 000    | 122 000   |
| 10   | Benishangul-Gumuz                                  | 31 000    | 31 000    | 62 000    |
| 11   | Gambela                                            | 24 000    | 23 000    | 47 000    |

### Population rurale
| Rang | Région                                             | Hommes     | Femmes     | Total      |
| ---- | -------------------------------------------------- | ---------- | ---------- | ---------- |
| 1    | Oromia                                             | 11 492 000 | 11 538 000 | 23 030 000 |
| 2    | Amhara                                             | 8 458 000  | 8 467 000  | 16 925 000 |
| 3    | Région des nations, nationalités et peuples du Sud | 6 774 000  | 6 851 000  | 13 625 000 |
| 4    | Somali                                             | 1 930 000  | 1 664 000  | 3 594 000  |
| 5    | Tigré                                              | 1 734 000  | 1 785 000  | 3 519 000  |
| 6    | Afar                                               | 702 000    | 561 000    | 1 263 000  |
| 7    | Benishangul-Gumuz                                  | 284 000    | 279 000    | 563 000    |
| 8    | Gambela                                            | 102 000    | 98 000     | 200 000    |
| 9    | Dire Dawa                                          | 51 000     | 51 000     | 102 000    |
| 10   | Harar                                              | 38 000     | 36 000     | 74 000     |

Addis Abeba n'est pas indiquée dans ce tableau, car il ne s'y trouve aucune population rurale.